# 323 (numero)
Trecentoventitré (323) è il numero naturale dopo il 322 e prima del 324.

## Proprietà matematiche
- È un numero dispari.
- È un numero composto con 4 divisori: 1, 17, 19, 323. Poiché la somma dei suoi divisori (escluso il numero stesso) è 37 < 323, è un numero difettivo.
- È un numero semiprimo.
- È un numero palindromo nel sistema numerico decimale.
- È un numero colombiano nel sistema numerico decimale.
- È la somma di nove primi consecutivi (323=19+23+29+31+37+41+43+47+53).
- È parte delle terne pitagoriche (36, 323, 325), (152, 285, 323), (323, 2736, 2755), (323, 3060, 3077), (323, 52164, 52165).
- È un numero congruente.

## Astronomia
- 323P/SOHO è una cometa periodica del sistema solare.
- 323 Brucia è un asteroide della fascia principale del sistema solare.

## Astronautica
- Cosmos 323 è un satellite artificiale russo.